# Leucadendron barkerae
Espèce

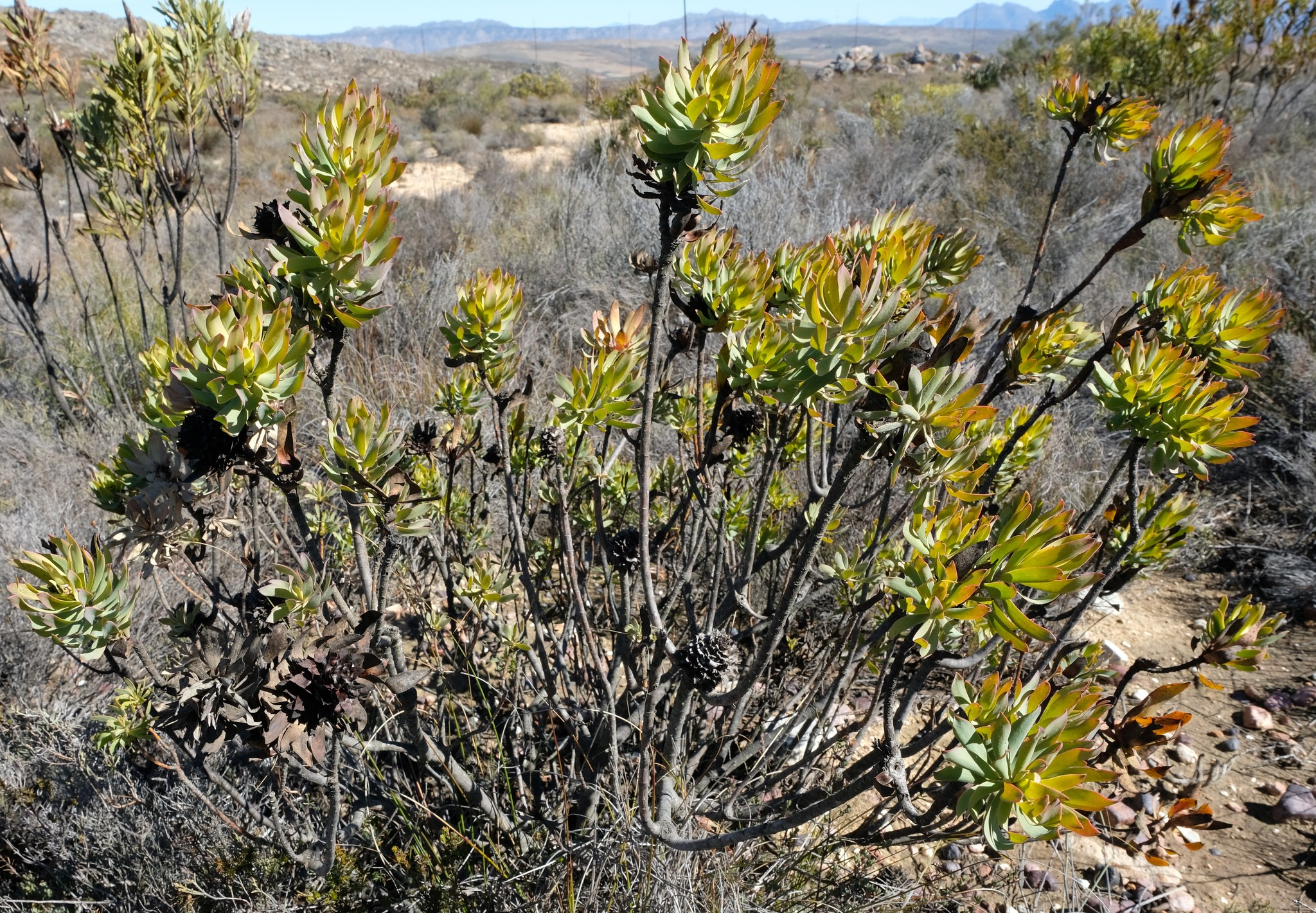

Leucadendron barkerae est une espèce de plantes à fleurs de la famille des Proteaceae. Son aire de répartition est le sud-ouest de la province du Cap. Il s'agit d'un arbuste qui pousse principalement dans le biome subtropical.

## Description
Leucadendron barkerae est un petit arbuste à feuilles persistantes qui peut atteindre 1,2 m de haut et 1 m de large. Ses branches sont ligneuses et ses feuilles sont oblongues, mesurant en moyenne 2 à 5 cm de long et 1 cm de large. Les feuilles sont vertes, avec un aspect brillant et cireux. Les capitules sont terminaux et coniques, d'un diamètre moyen de 3 cm. Ils sont entourés de bractées allongées, pointues et de couleur vive, généralement rouge-orange et teintées de vert ou de jaune. Les fleurs elles-mêmes sont petites, de couleur crème et parfumées, et apparaissent pendant les mois d'hiver en Afrique du Sud.

## Répartition et habitat
Leucadendron barkerae est indigène et endémique de la province du Cap-Occidental en Afrique du Sud, où il pousse sur des pentes rocheuses de grès à des altitudes de 600 à 1 200 m au-dessus du niveau de la mer.

## Dénominations
Cette plante est couramment dénommée Barkers Mountain Conebush en anglais. En afrikaans, il est connu sous le nom de Swartbergtolbos.

## Galerie

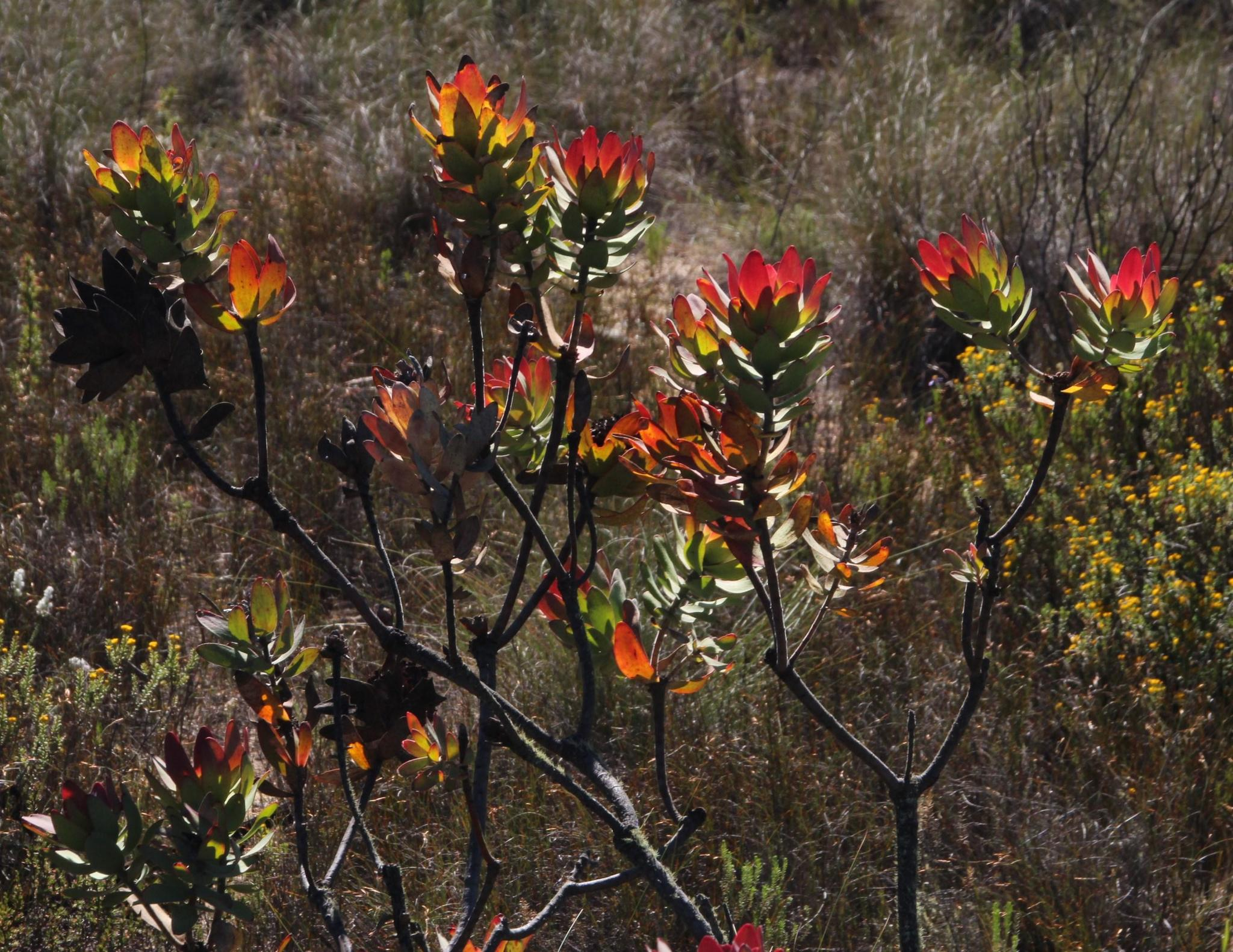
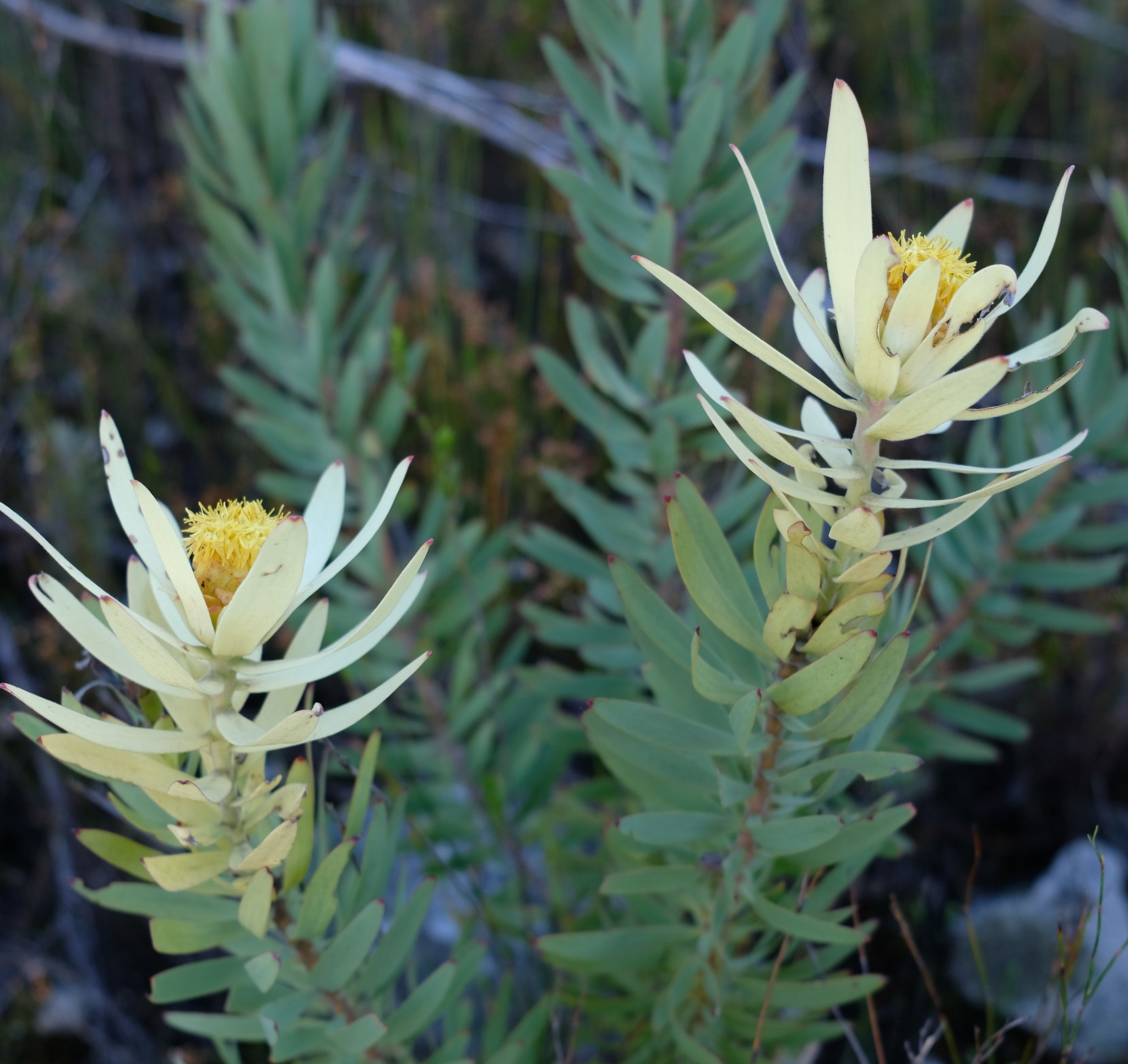
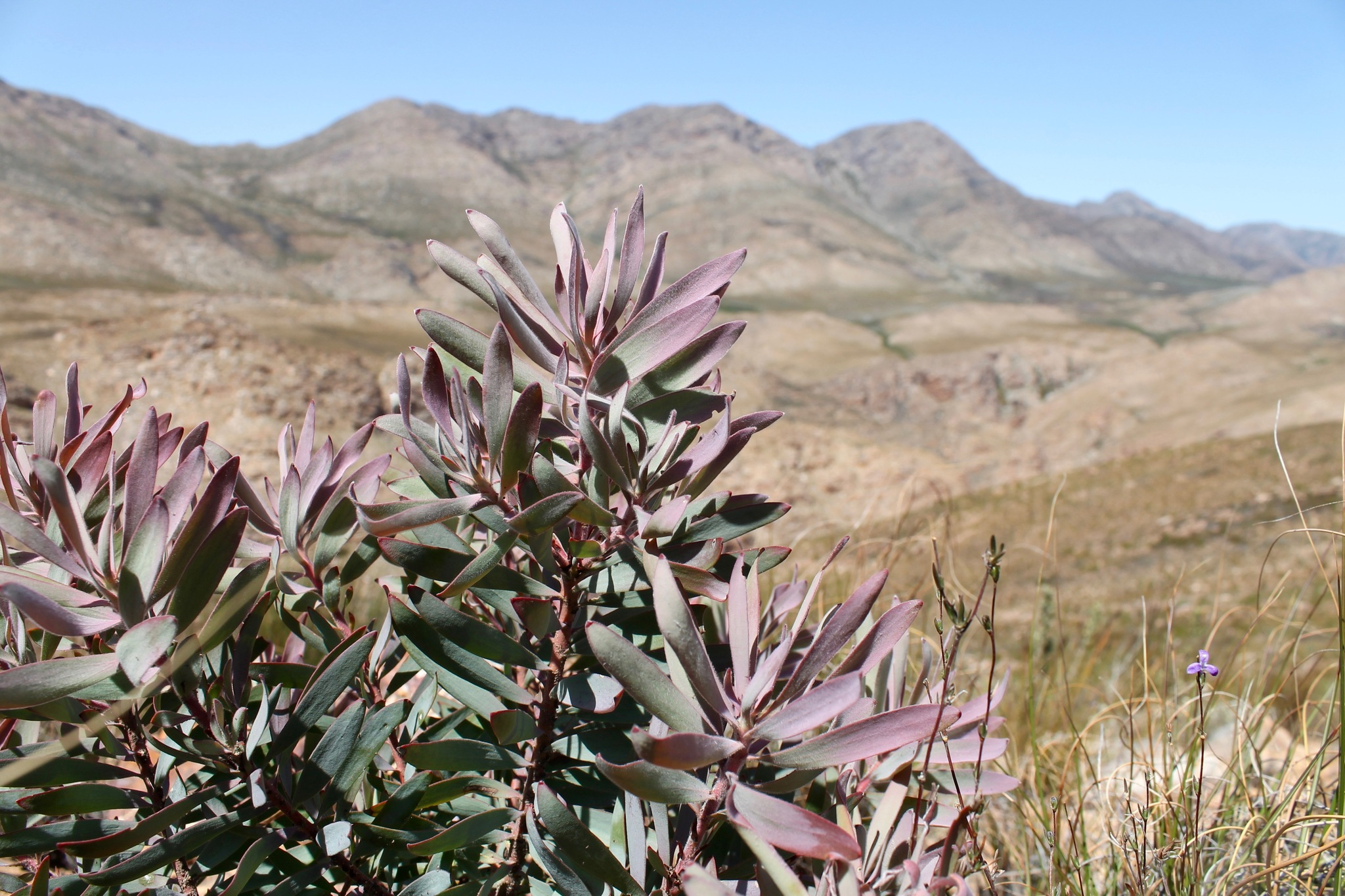

## Systématique
Le nom correct complet (avec auteur) de ce taxon est Leucadendron barkerae I.Williams (d),.

### Étymologie
Le nom de genre Leucadendron vient du grec leukos « brillant, blanc » et dendron « arbre ». Son épithète spécifique, barkerae, lui a été donnée en l'honneur de la botaniste sud-africaine Winsome Fanny Barker (1907–1994) qui, par ses encouragements bienveillants, a permis à l'auteur d'entrer « dans le monde fascinant de la taxonomie végétale » et envers laquelle il a une grande admiration.

### Publication originale
- (en + la) Ion Williams, « Some New Combinations and Three New Species of Leucadendron (Proteaceae) », Journal of South African Botany, H. B. Rycroft, vol. 33,‎ 1967, p. 141-153 (ISSN 0022-4618, OCLC 1754808, DOI 10.5962/P.397763, lire en ligne).